# Diney Borges
Diney Borges de son nom complet Edilson Alberto Monteiro Sanches Borges, surnommé Diney, est un footballeur cap-verdien né le 17 janvier 1995 à Tarrafal. Il évolue au poste de défense central aux FAR Rabat.

## Biographie

### En club
Edilson Borges fait ses débuts professionnels lors de la saison 2014/2015, en deuxième division portugaise, dans le club du CS Marítimo B. Une saison plus tard, il intègre l'équipe A évoluant en Liga NOS. Lors de la saison 2017-2018, il dispute une saison complète au CS Marítimo, prenant part à 19 matchs en première division. En parallèle, il reçoit une convocation en équipe nationale.
Le 1er juillet 2017, il signe un contrat de deux ans en deuxième division portugaise, avec le Grupo Desportivo Estoril-Praia. Il y dispute quinze match en championnat et marque un but. Il termine la saison à la troisième place du classement de la D2 portugaise.
Le 20 septembre 2019, il signe un contrat professionnel aux FAR de Rabat. Le 14 mai 2022, il remporte la Coupe du Maroc après une victoire de 3-0 au Stade Adrar d'Agadir face au Moghreb de Tetouan.

### En sélection
Le 14 novembre 2017, il reçoit sa première sélection en équipe du Cap-Vert, contre le Burkina Faso. Ce match perdu 4-0 rentre dans le cadre des éliminatoires du mondial 2018. Il figure sur la liste des joueurs sélectionnés pour participer à la Coupe d'Afrique des nations 2021. En décembre 2023, il est retenu dans la liste des vingt-sept joueurs cap-verdiens sélectionnés par Bubista pour disputer la Coupe d'Afrique des nations 2023.

## Palmarès

### En club
FAR de Rabat
- Championnat du Maroc (1) :
  - Champion : 2022-23.
- Coupe du Maroc (1) :
  - Vainqueur : 2020.

### Distinctions personnelles
- Meilleur joueur étranger du Championnat du Maroc 2022-23.